# The Independent
The Independent su britanske onlajn novine. Osnovane su 1986. godine kao nacionalni jutarnji štampani list. Pod nadimkom Indi, počele su u novinskom formatu i prešle su u tabloidni format 2003. godine. Poslednje štampano izdanje objavljeno je u subotu 26. marta 2016. godine, a ostalo je samo onlajn izdanje.
Novine su od 1997. godine kontrolisale Independent News & Media Tonija O'Rajlija sve dok nisu prodate ruskom oligarhu i bivšem oficiru KGB-a Aleksandru Lebedevu 2010. godine. Lebedev je takođe bio suvlasnik Nove gazete zajedno sa Mihailom Gorbačovim do njegove smrti 30. avgusta. 2022. Godine 2017, Sultan Muhamad Abuljadajel je kupio 30% udela u The Independent.
Dnevno izdanje proglašeno je za Nacionalne novine godine na dodeli Britanskih nagrada za štampu 2004. godine. Veb lokacija i mobilna aplikacija su imali kombinovani mesečni doseg od 19.826.000 u 2021. godini. The Independent je osvojio nagradu za brend godine na Dram nagradama za onlajn medije 2023. godine.

## Spoljašnje veze
- Zvanični veb-sajt
- The Independent на веб-сајту